# Julia Scavo
Julia Scavo est une sommelière roumaine. Elle est sacrée meilleur sommelier de Roumanie en 2018, et se qualifie plusieurs fois pour le concours de meilleur sommelier du monde où elle termine cinquième en 2013 et septième en 2019. Elle est également conférencière et formatrice.

## Biographie
Née à Craiova, en Roumanie, d'un père chercheur et universitaire en génie électrique et d'une mère chimiste, Julia Scavo s'installe en France en 2002 pour suivre des études de mathématiques. Après avoir obtenu le CAPES, elle découvre la sommellerie pour laquelle elle se passionne et change de voie.
Elle étudie à l'Université du vin de Suze-la-Rousse, puis effectue un BTS TC Vins, Spiritueux et Boissons à l'ICOP Aubagne tout en travaillant au Château du Rouët et aux restaurants Keisuke Matsushima et la Cave de l'origine à Nice. Elle rejoint par la suite la Trattoria Monaco où elle travaille pour Alain Ducasse puis passe les certifications anglophones WSET où elle se distingue en obtenant le DipWSET Level 4 in Wines avec l'award du meilleur score à l'Unit 3. Elle est également certifiée Saké Sommelier et éducateur certifié de l'IVDP (Institut des Vins du Douro et de Porto).
Depuis 2013, Julia Scavo enseigne lors de formations professionnelles, donne des conférences, des masterclasses et effectue du consulting.
Elle est également directrice de développement pour l'éducation et la jeunesse dans le bureau de l'Association des Sommeliers de Roumanie et membre du bureau de l'association ASNCAP (Association des sommeliers de Nice Côte-d´Azur Provence) en tant que responsable de la commission chargée des concours.
Compétitrice dans l'âme, Julia Scavo se présente à de nombreux concours nationaux et internationaux et se distingue régulièrement lors de sa carrière. Elle se classe notamment cinquième au concours de meilleur sommelier du monde en 2013, est sacrée meilleur sommelier de Roumanie et gagne le Ruinart Sommelier Challenge (France) en 2018. En 2017, elle devient la première femme lauréate du titre de Master of Port, qui récompense l'expertise et la connaissance des vins de Porto.

## Palmarès
Lors de ses participations aux concours de sommellerie nationaux et internationaux, Julia Scavo s'est constituée un brillant palmarès :
- 2008 : 2e meilleur sommelier du Trophée de Roumanie
- 2012 : Finaliste du Master of Port
- 2012 : Meilleur sommelier d'Europe centrale (Central European Championship)
- 2013 : 3e du concours de meilleur sommelier d'Europe
- 2013 : 5e du concours de meilleur sommelier du monde
- 2017 : 3e du concours de meilleur sommelier d'Europe et d'Afrique
- 2017 : Vainqueur du Master of Port
- 2018 : Meilleur sommelier de Roumanie
- 2018 : Vice-championne du Balkan Sommelier Challenge
- 2018 : Vainqueur du Ruinart Sommelier Challenge (France)
- 2019 : 7e du concours de meilleur sommelier du monde
- 2020 : Lauréate du prix d'écriture Web Wine Writing (Hungarian Wines)